# Антитеза
Антитеза (протиставлення) — багатозначний термін, що залежно від контексту може означати:
- У логіці — судження, яке суперечить тезі. Антитеза є необхідною складовою частиною непрямого доведення.
- У філософії Гегеля — один зі ступенів визначення думки, заперечення тези.
- У літературі — стилістична фігура, протиставлення контрастних явищ, образів і понять. В основі антитези часто лежать антоніми. Наприклад: «Згинь старе із мріями — йди нове з героями» (Павло Тичина). Антитеза вживається в ліриці, художній публіцистиці, поширена як ораторський прийом.

|  | Наприклад: Так, тут це все було: і жага до вбивства, і жага до любові. (Chr. Wolf, «Kasandra»). |